# I (film)
Pour les articles homonymes, voir I.
Pour plus de détails, voir Fiche technique et Distribution.
I est un film tamoul réalisé et écrit par Shankar Shanmugham et sorti le 14 janvier 2015. Suresh Gopi, Vikram et Amy Jackson jouent les deux principaux rôles.

## Synopsis
Lingesan (Vikram) est un culturiste de la banlieue de Chennai, dont l'ambition principale est de remporter le titre de Mister Inde. Il remporte le titre de Mister Tamil Nadu, ce qui lui donne accès au concours de Mister Inde. Il voue un culte à Diya (Amy Jackson), un mannequin de premier plan. Compte tenu de leurs statuts respectifs dans la société, il n'a aucun espoir de jamais pouvoir gagner son amour.
Le destin les réunit lorsque Diya est blacklisté et tous ses contrats publicitaires annulés par le top modèle populaire John (Upen Patel), co-star de Diya dans toutes ses publicités, après avoir une fois de plus refusé d'avoir des relations sexuelles avec lui. 
Diya décide de remplacer John avec Lingesan, comme sa nouvelle co-star pour sa prochaine publicité afin de sauver sa carrière. Lingesan accepte et sacrifie ses rêves de Mister Inde dans le même temps.
Lingesan s'offre une nouvelle jeunesse grâce à la styliste de Diya, Osma Jasmine (Ojas Rajani), une femme androgyne, et est rebaptisé comme Lee. Le tournage ne se passe pas bien : Lingesan est timide et maladroit avec Diya, n'osant pas trop la serrer contre lui. Sur les conseils de son directeur, Diya prétend tomber amoureuse de Lingesan afin qu'il se détende et devienne meilleur acteur pendant les tournages. Le plan marche à merveille puisque Lingesan s'améliore progressivement et qu'il devient également une référence dans le monde de la mode. Comme le temps passe, l'amour au départ simulé de Diya pour Lingesan devient réel et ils deviennent bientôt fiancés.
Dans cette ascension d'une carrière de bodybuilder à top modèle haut de gamme, Lingesan se fait beaucoup d'ennemis. Parmi eux, on retrouve John, dont la carrière de top modèle a été ruinée en raison de la popularité croissante de Lingesan, le forçant à apparaître dans des publicités locales pour rester à flot ; Osma, qui avait le béguin pour Lingesan et lui a fait des avances, avant de se faire refouler ; un riche industriel Indra Kumar (Ramkumar Ganesan), dont la société a subi des pertes financières et d'image quand Lingesan a refusé d'approuver une boisson gazeuse de son entreprise par suite de la présence de pesticides dans celle-ci ; un autre bodybuilder Ravi (M. Kamaraj), qui a également concouru pour le titre Mister Tamil Nadu, afin qu'il puisse obtenir un emploi dans les chemins de fer indiens, mais a perdu face à Lingesan. Ces quatre personnes conspirent pour prendre leur revanche sur Lingesan et détruire sa renommée et sa carrière.
Deux jours avant son mariage, Lingesan commence lentement à perdre ses cheveux et ses dents et connait des troubles de la peau. Il consulte son ami le docteur Vasudevan (Suresh Gopi), qui est aussi le gardien de la famille de Diya. Vasudevan lui apprend qu'il est atteint d'une maladie génétique rare et incurable qui se traduit par un vieillissement prématuré. L'état de Lingesan aggrave : comme son visage, c'est bientôt tout son corps qui subit une déformation, et finalement il devient un bossu monstrueux. Dans son état actuel, Lingesan décide de disparaître de l'œil du public et la vie de Diya en simulant sa mort dans un accident de voiture. Seul son ami proche Babu (Santhanam) et Vasudevan savent qu'il est vivant. Lingesan demande alors à Vasudevan de se marier à Diya puisqu'il est la seule personne en mesure de comprendre la situation passée et présente de Diya. Vasudevan accepte et le mariage est fixé.
À la veille du mariage, Lingesan apprend par un autre médecin qu'il ne est pas atteint d'une maladie génétique incurable, mais d'une maladie appelée la grippe H4N2, provoquée par le «I» du virus, qui ne peut être transmise par injection. Lingesan constate que John, Osma, Kumar, Ravi et, à son horreur, Vasudevan, sont responsables de l'injection du virus dans son corps. Vasudevan avait une soif insatiable pour Diya depuis qu'elle était adolescente et était en colère quand elle a choisi Lingesan pour se marier plutôt que lui. En conséquence, il se rangea du côté des ennemis de Lingesan et a planifié toute l'opération pour injecté à Lingesan le virus I. C'est un Lingesan furieux et trahi qui enlève alors Diya le jour de son mariage et la garde en toute sécurité dans une vieille maison.
Lingesan, avec l'aide de Babu, commence alors à prendre sa revanche sur les cinq personnes à l'origine de son malheur. Il a d'abord immolé Ravi, qui souffre de graves brûlures. Il prépare ensuite une pommade pour Osma à appliquer sur son corps, ce qui provoque une poussée capillaire exacerbée sur tout son corps. Ensuite, il soumet Kumar à une multitude de piqûres d'abeilles sur tout le corps. Il se bat avec John sur un train en mouvement et l'électrocute. Enfin, il amène Vasudevan à s'injecter à lui-même un virus mortel, amenant tout son corps à gonfler. Après s'être vengé de ceux qui l'ont ruiné, Lingesan révèle son état de Diya, qui, bien que d'abord surprise, l'aime toujours, en dépit de sa difformité. Ils décident de vivre une vie isolée ensemble. Lingesan subit un traitement ayurvédique pour se soigner et revient finalement à son état normal.

## Distribution
- Suresh Gopi : Dr Vasudevan
- Vikram : Lingesan (Lee)
- Amy Jackson : Diya
- Santhanam : Babu
- Upen Patel : John
- Ramkumar Ganesan : Indra Kumar
- Ojas Rajani : Osma Jasmine
- M. Kamaraj : Ravi
- Azhagu : Le père de Lingesan
- T. K. Kala : La mère de Lingesan
- Mohan Kapur : une réalisation de publicité
- Srinivasan : Keerthivasan
- Sarath Kumar : Lui-même